# لوامع البينات شرح أسماء الله تعالى والصفات (كتاب)
لوامع البينات في الأسماء والصفات أو لوامع البينات شرح أسماء الله تعالى والصفات كتاب في شرح أسماء الله الحسنى وصفاته تأليف الإمام شيخ الإسلام فخر الدين الرازي.

## مقدمة المراجع
يقول الشيخ طه عبد الرؤوف سعد في مقدمته للكتاب:
«الحمد لله بنعمته تتم الصالحات، وأشهد ألا إله إلا الله شهادة تثقل لنا بها ربنا ميزان الحسنات، وأصلي وأسلم على سيدنا محمد سيد ولد آدم المنزل عليه الكتاب المنير والآيات البينات، صلاة وسلاما دائمين متتابعين إلى يوم يقوم الأشهاد. أما بعد: فقد وفقنا الله ويسر لنا، وكل ميسر لما خُلق له أن نخرج أمهات الكتب وجلائل أعمال المؤلفين وقرائح أذهانهم. ولما كان شيخ الإسلام الإمام فخر الدين الرازي قد أسهم في المكتبة العربية بنفائس لا تعد ودرر لا تُحصى وأفكار لا تستقصى، ولا يخفى على القارىء ما لهذا الإمام من باع طويل في هذا الميدان وما لكتبه من شهرة مرموقة وصيت بعيد وفائدة مرجوة إن شاء الله تعالى. فكان لزاما علينا أن ننقب عن مؤلفات هذا البحر الزاخر ننشرها - إن شاء الله - تباعا، ونستفتح بهذا الكتاب العظيم المفيد - بعون الله - ببركة أسمائه الحسنى وصفاته العليا ألا وهو كتاب (لوامع البينات شرح أسماء الله تعالى والصفات) وهو درة من درر الرازي وكل مؤلفاته درر، ولقد اخترناه واسطة العقد تبركا بأسمائه تعالى وصفاته جل في علاه. ولقد اطلعت على كل ما كتب في الأسماء والصفات سواء ممن سبق هذا الإمام كالغزالي مثلا أو عشرات الكتب التي كتبت بعده فوجدته بحمد الله قد بز من سبقوه وتقدم في علمه وبحثه عمن خلفوه، وهو بلا شك رضاء من الله سبحانه وتعالى عن هذا الإمام الأفخم والحبر الأعظم رضي الله عنه جزاء ما أخرج للمكتبة الإسلامية من روائع التآليف ومن عظائم التصانيف. ونظرة صادقة منك أيها القارىء العزيز في هذا الكتاب الجليل تدرك صدق قولي وتعلم حسن ظني في هذا الكتاب. وإني أدعو الله سبحانه وتعالى أن ينفعني وإياك بهذا الكتاب ببركة أسمائه تعالى إنه نعم المولى ونعم النصير وبالإجابة جدير. وصلى الله وسلم على سيدنا محمد وعلى آله وأصحابه ومن اتبع طريقه وسار على هديه إلى يوم لا ينفع مال ولا بنون إلا من أتى الله بقلب سليم.»

## مقدمة المؤلف
«قال الإمام الأوحد فخر الدين أبو عبد الله محمد بن عمر الخطيب الرازي قدس الله روحه:
الحمد لله الذي حارت الأفكار في مبادي أنوار كبريائه وصمديته، وتاهت الأنظار في مطالع أسرار عزته وفردانيته، وشهدت ذوات المخلوقات على كمال قدرته وألوهيته، ودلت أجزاء السموات والأرضين على نهاية علمه وجلال حكمته. والصلاة على نبي الرحمة محمد وآله وصحبه وعترته. أما بعد: فإن الله تعالى لما أسعدني بالاتصال إلى حضرة السلطان المعظم العالم العادل: بهاء الدين، شمس الإسلام والمسلمين، أعقل الملوك وأعدل السلاطين، أبي المؤيد سام بن عمد بن مسعود بن الحسين. زين الله معاقد ملكه بأنواع الخيرات وخصه في الدارين بأقسام السعادات، وجعلني من المفرطين في حبه وولاته، المستظلين بظل لوائه، وواصلني بحسن ملاحظته إلى غايات المطالب الروحانية، ونهايات المقاصد النفسانية، وكان من جملة تلك النعم العظيمة، والرتب الجسيمة أن وفقني الله تعالى لتنقيح الكلام في شرح أسماء الله تعالى وصفاته، وتحقيق القول في تفسير نعوته وسماته؛ فصنفت هذا الكتاب وسميته (لوامع البينات في الأسماء والصفات) ورتبته على أقسام ثلاثة (الأول) في المبادي والمقدمات (الثاني) في المقاصد والغايات (الثالث) في اللواحق والمتممات.»

## نبذة عن المؤلف

### مولده
ولد في اليوم الخامس والعشرين من رمضان سنة 544 هـ وقيل 543 هـ.

### نسبه ولقبه
«هو الإمام الكبير شيخ الإسلام العلامة النحرير، الأصولي، المتكلم، المناظر، المفسر، صاحب التصانيف المشهورة في الآفاق، الحظية في سوق الإفادة بالاتفاق، أبو عبد الله محمد بن عمر بن الحسين بن الحسن بن علي، التيمي، البكري، القرشي، الطبرستاني، الرازي المولد، الملقب فخر الدين، المعروف بابن الخطيب أو ابن خطيب الري، ذلك أن أباه كان خطيباً. الفقيه الشافعي المذهب، الأشعري العقيدة، الملقب بالإمام عند علماء الأصول، المقرر لشُبه مذاهب الفرق المخالفين، والمبطل لها بإقامة البراهين، فاق أهل زمانه في العلوم العقلية والنقلية، وخصوصاً في الأصلين، أصول الفقه وأصول الدين، والمعقولات وعلم الأوائل، فريد عصره، ونسيج وحده.»

### آراء العلماء فيه
كان العلماء يقصدونه من البلاد، وتشد إليه الرحال من الأقطار، وقد حكى الأديب شرف الدين محمد بن عنين: أنه حضر درسه مرة وهو شاب وهو يلقي الدروس في مدرسته بخوارزم، ودرسه حافل بالأفاضل، واليوم شات، وقد سقط ثلج كثير، وخوارزم بردها شديد إلى غاية ما يكون، فسقطت بالقرب منه حمامة، وقد طاردها بعض الجوارح، فلما وقعت رجع عنها الجارح خوفا من الناس الحاضرين، فلم تقدر الحمامة على الطيران من خوفها من شدة البرد، فلما قام الإمام فخر الدين من الدرس، وقف عليها ورق لها وأخذها بيده، فأنشأ ابن عنين في الحال:
وقال فيه بعض العلماء:
قال ياقوت الحموي: وجدت على ظهر كتاب من تصانيف فخر الدين الرازي ما صورته:
قال الأديب الأخسيكتي:
فقال السراج (الإمام سراج الدين يوسف بن أبي بكر بن محمد السكاكي الخوارزمي):
وقيل أيضا:
وقيل أيضا:

### وفاته
توفى يوم الاثنين، يوم عيد الفطر، سنة 606 هـ الموافقة لسنة 1209 م بمدينة هراة، ودفن آخر النهار في الجبل المصاقب لقرية مزداخان.

## محتوى الكتاب

### القسم الأول في المبادي والمقدمات
وفيه عشرة فصول:
- الفصل الأول في حقيقة الاسم والمسمى والتسمية
- الفصل الثاني في الفرق بين الأسماء والصفات
- الفصل الثالث في مذهب أهل العلم في الأسماء والصفات
- الفصل الرابع في أن أسمائه تعالى توقيفية أو قياسية
- الفصل الخامس في تقسيم الأسماء
- الفصل السادس في فضل ذكر الله تعالى بأسمائه وصفاته
- الفصل السابع في بيان أن الفكر أفضل أم الذكر
- الفصل الثامن في تفسير الخبر الوارد في فضل الأسماء التسعة والتسعين
- الفصل التاسع في حقيقة الدعاء
- الفصل العاشر في تفسير الاسم الأعظم

### القسم الثاني في المقاصد والغايات
- القول في تفسير (هو)
- القول في تفسير (الله)
- القول في تفسير اسميه الرحمن، والرحيم
- القول في تفسير اسمه الملك
- القول في تفسير اسمه القدوس
- القول في تفسير اسمه السلام
- القول في تفسير اسمه المؤمن
- القول في تفسير اسمه المهيمن
- القول في تفسير اسمه العزيز
- القول في تفسير اسمه الجبار
- القول في تفسير اسمه المتكبر
- القول في تفسير اسمه الخالق
- القول في تفسير اسمه الغفار
- القول في تفسير اسمه القهار
- القول في تفسير اسمه الوهاب
- القول في تفسير اسمه الرزاق
- القول في تفسير اسمه الفتاح
- القول في تفسير اسمه العليم
- القول في تفسير اسميه القابض، والباسط
- القول في تفسير اسميه الخافض، والرافع
- القول في تفسير اسميه المعز، والمذل
- القول في تفسير اسمه السميع
- القول في تفسير اسمه البصير، والحكم
- القول في تفسير اسمه العدل
- القول في تفسير اسمه اللطيف
- القول في تفسير اسمه الخبير
- القول في تفسير اسمه الحليم
- القول في تفسير اسميه العظيم، والغفور
- القول في تفسير اسمه الشكور
- القول في تفسير اسمه العلي
- القول في تفسير اسمه الكبير
- القول في تفسير اسمه الحفيظ
- القول في تفسير اسمه المقيت
- القول في تفسير اسمه الحسيب
- القول في تفسير اسمه الجليل
- القول في تفسير اسمه الكريم
- القول في تفسير اسمه الرقيب
- القول في تفسير اسميه المجيب، والواسع
- القول في تفسير اسمه الحكيم
- القول في تفسير اسمه الودود
- القول في تفسير اسمه المجيد
- القول في تفسير اسمه الباعث
- القول في تفسير اسمه الشهيد
- القول في تفسير اسمه الحق
- القول في تفسير اسمه الوكيل
- القول في تفسير اسميه القوي، والمتين
- القول في تفسير اسمه الولي
- القول في تفسير اسميه الحميد، والمحصي
- القول في تفسير اسميه المبدئ، والمعيد
- القول في تفسير اسميه المحيي، والمميت
- القول في تفسير اسميه الحي، والقيوم
- القول في تفسير اسميه الواجد، والماجد
- القول في تفسير اسميه الواحد، والأحد
- القول في تفسير اسمه الصمد
- القول في تفسير اسميه القادر، والمقتدر
- القول في تفسير اسميه المقدم، والمؤخر
- القول في تفسير أسمائه الأول، والآخر، والظاهر، والباطن
- القول في تفسير أسمائه الوالي، والمتعالي، والبر
- القول في تفسير اسميه التواب والمنتقم
- القول في تفسير اسمه العفو
- القول في تفسير اسمه الرؤوف
- القول في تفسير أسمائه مالك الملك، وذي الجلال والإكرام، والمقسط، والجامع
- القول في تفسير أسمائه الغني، والمغني، والمانع، والضار، والنافع
- القول في تفسير اسمه النور
- القول في تفسير اسمه الهادي
- القول في تفسير اسميه البديع، والباقي
- القول في تفسير اسميه الوارث، والرشيد
- القول في تفسير اسمه الصبور

### القسم الثالث في اللواحق والمتممات
- الفصل الأول في أسماء الذات
- الفصل الثاني في أسماء الصفات